# Гарчинский, Францишек
Францишек Гарчинский (пол. Franciszek Garczyński; ок. 1770 — 7 ноября 1812) — полковник Войска Польского Герцогства Варшавского.

## Происхождение
Представитель польского шляхетского рода Гарчинских, имевшего собственный герб. Его отец Стефан Гарчинский (? — 1773) был генерал-майором и адъютантом короля Станислава Августа Понятовского, а мать Вероника происходила из рода Кшицких. Его братьями были: Антоний, префект Калишского департамента Варшавского герцогства, Ян Непомуцен, участник восстания Костюшко и офицер польских легионов, и Стефан, в 1813 году подпрефект Кротошинского уезда.
Дед, также Стефан Гарчинский (1690—1755), занимал должность воеводы калишского и познанского.

## Биография
В 1794 году Францишек Гарчинский в качестве кавалерийского капитана Национальной кавалерии Гарчинского принял участие в Великопольском восстании. После падения Первой Польской республики служил в прусской армии, где стал майором. В 1806 году генерал Ян Генрик Домбровский дал ему звание полковника и командование 2-м конным стрелковым полком. Во главе полка в 1807 году принимал участие в боях, вначале в Крайне, а затем в Померании. Домбровский лично поставил ему задачи для деятельности в Крайне. Он начал их реализацию 23 января 1807 года. 26 января он был в Лобженице. Он развил патрульно-разведывательную деятельность, одновременно собирая прусских дезертиров, отставших и брошенное оружие повсюду в этом районе. Из добровольцев сформировал собственное пехотное подразделение. 27 января он взял Пилу, а 2 февраля Валч. Из Валча он отправил многочисленные разведывательные патрули, с которыми охватил довольно большую территорию до Хощно и Дрезденко. Возможно, эти патрули также достигли Тучно, Дравно и Полчин-Здруй.
Приказом от 5 февраля 1807 года генерал Домбровский присвоил полковнику Гарчинскому дополнительно 130 кавалеристов. По задаче полк должен был овладеть обстановкой в Валче, а затем двигаться к Колобжегу. Однако последующие приказы изменили задачи полка и через Оконек и Щецинек он двинулся в район действия группы генерала Косинского. Как следствие, это решение привело к изменению отношения полковника Гарчинского и 11 февраля в Члухуве, в рапорте генералу Аксамитовскому, просил об увольнении со службы. До этого он принимал участие в акции генерала Сокольницкого на Слупск. 17/18 февраля перегруппировался по маршруту Реково, Бытув, Колчигловы, Кобыльница. В полдень 18 февраля, пройдя Кобыльницу, он вступил в стычку с прусским патрулем. Затем он подошел к Слупску. Около 23:00 он захватил Брама-Нову и вошел в город. Полковник Франтишек Гарчинский добился успеха, потому что за короткое время захватил почти весь Слупск, включая трое ворот. К сожалению, после этого успеха по приказу генерала Сокольницкого ему пришлось уйти из города. Он вошел в Слупск вместе с другими польскими частями 19 февраля, после 11.00. До 22 февраля выполнял оккупационные задачи. Затем вместе со 2-м полком уехал в Гданьск. Там он получил прошение об отставке. Вскоре после этого, весной 1807 года, после включения в состав 5-го конного стрелкового полка его 2-й полк перестал существовать. Благодаря помощи генерала Домбровского полковник Гарчинский был назначен командующим в Равиче. Депутат Сейма Варшавского герцогства от Кробского округа Познанского департамента. Он умер в 1812 году банкротом.
Он был очень непростого характера, недисциплинированный и задиристый, но ту положительную роль, которую он сыграл в 1807 году, трудно переоценить и сегодня. Его сын Стефан был офицером Войска Царства Польского, адъютантом генерала Уминьского во время Ноябрьского восстания и довольно популярным поэтом. Он написал «Вацлав Бывает». Основываясь на своем отчете, Адам Мицкевич написал Reduta Ordona.

## День памяти
Решением министра национальной обороны от 5 сентября 2019 года полковник Францишек Гарчинский стал шефом 104-го батальона тылового обеспечения Бригады поддержки командования Многонационального корпуса «Северо-Восток».